# František Pavlíček
František Pavlíček (20. listopadu 1923 Lukov – 29. září 2004 Praha) byl český dramatik, scenárista a divadelní ředitel.

## Život
František Pavlíček vystudoval slavistiku a estetiku na Filosofické fakultě UK. Od roku 1950 působil jako redaktor Československého rozhlasu, později i jako dramaturg ve Filmovém studiu Barrandov. Roku 1965 se stal uměleckým ředitelem Divadla na Vinohradech, kterým byl až do roku 1970. Po roce 1970 byl pro svou angažovanost v roce 1968 (byl vysoce postavený komunista, v letech 1968–1969 byl členem ÚV KSČ) nucen opustit veškerá místa v kultuře a stal se zakázaným autorem. Od té doby až do roku 1989 pracoval v několika dělnických profesích. V tomto období byly jeho hry hrány pod různými pseudonymy či jmény jeho přátel.
Roku 1977 podepsal Chartu 77.
Roku 1990 byl jmenován ústředním ředitelem Československého rozhlasu, kterým byl až do svého odchodu do důchodu v roce 1991.
Dne 18. října 2002 obdržel čestné občanství v rodné obci Lukov.

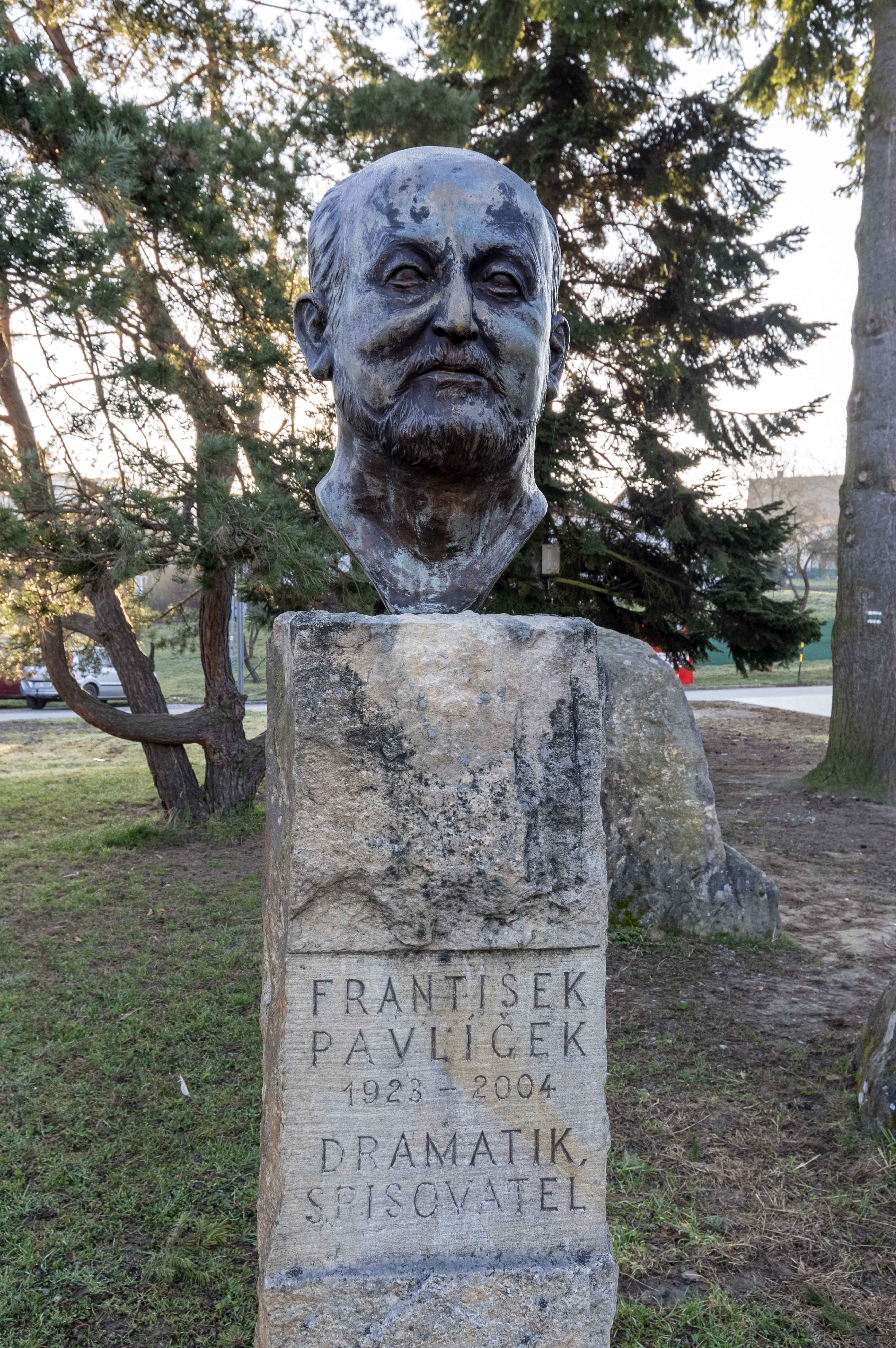
Busta dramatika a spisovatele Františka Pavlíčka v rodném Lukově

## Dílo

### Literární tvorba
- Konec patriarchátu: z mé lukovské kroniky, 1987 v samizdatu; oficiálně: Archa 1992, Academia 1998 a 2003. V roce 1990 zpracováno v Československém rozhlasu jako osmidílný rozhlasový seriál. Pro rozhlas upravil Jaroslav Pour, v režii Vladimíra Tomeše četl Josef Somr.[3]

### Divadelní hry
- Dávno již tomu, psáno 1949, uveřejněno 1990
- Chtěl bych se vrátit, 1956; hra o české emigraci po roce 1948, hra je tendenční a vyloženě protiemigrační
- Labyrint srdce, 1958 protiemigrační tendenční hra
- Zápas s andělem, 1961; téma české emigrace zde vidí poněkud komplikovaněji než v předešlých hrách, přesto je hra silně protiemigrační, objevuje se tu střet ideálů s běžným životem
- Nanebevstoupení Sašky Krista, 1967
- Život a dílo skladatele Foltýna, 1969; dramatizace Čapkova románu
- Dávno, dávno již tomu aneb Zpráva o pohřbívání v Čechách, 1979 je to jakýsi monolog Boženy Němcové o pohřbu K. H. Borovského[4]
- Chvála prostopášnosti, drama o Mikuláši Dačickém z Heslova

### Rozhlasové hry
V tomto oboru se staly známější jeho dramatizace jiných autorů, než jeho vlastní hry.
- Trosečník, 1944
- Ahasver, 1947
- Aristofanes píše tragédii, 1947
- Leonidas žije, 1952
- Podivné přátelství herce Jesenia, 1948, dramatizace I. Olbrachta
- Muži v ofsajdu, 1964, dramatizace na motivy románu K. Poláčka
- Život a dílo skladatele Foltýna, 1963, dramatizace na motivy románu Karla Čapka
- Pohádka loupežnická, 1963, na motivy Karla Čapka)
- Čertův švagr, dramatizace na motivy pohádky Boženy Němcové, režie: Karel Weinlich.
- Šťastný princ, 1984, na motivy pohádky oscara Wildea napsal František Pavlíček, hudba Petr Mandel, dramaturgie Eva Košlerová, režie Karel Weinlich. Hráli: Šťastný princː Pavel Soukup, Vlaštovkaː Miroslava Hozová,  lord kancléř Karel Houska, obřadník (Antonín Hardt, strážce pokladuː Ilja Racek, básníkː Jiří Ornest, nemocný chlapecː Jaroslav Kaňkovský, švadlena Miriam Chytilová.[5]
- O princezně Jasněnce a ševci, který létal, na motivy pohádky Jana Drdy napsal František Pavlíček, hudba Petr Skoumal, dramaturgie Eva Košlerová, režie Maria Křepelková. Hráli: Magdalena Reifová, Jan Šťastný, Vladimír Brabec, Vladimír Dlouhý, Věra Galatíková, Ladislav Trojan, Petr Štěpánek, Sylva Turbová a Eduard Cupák. Český rozhlas, 1993[6]
- Odysseus třídílná rozhlasová hra, napsal František Pavlíček
  - 1. díl Danajský dar, Hudba Petr Mandel. Dramaturg Ivan Hejna. Režie Karel Weinlich. Účinkují: Jan Kanyza, Miroslav Moravec, Petr Pelzer, Radoslav Brzobohatý, Jiří Klem, Karel Pospíšil, Vladimír Marek, Vladimír Ráž, Miroslav Středa, Luděk Nešleha, Antonín Hardt, Eliška Balzerová, Radovan Lukavský a Pavel Soukup. Natočeno v roce 1994
- Walter Scott: Rytíř Ivanhoe, v roce 1997 zpracováno v Českém rozhlasu jako čtyřdílná dramatizace na motivy románu Waltra Scotta, překlad Jaroslav Kraus, rozhasová úprava napsal František Pavlíček, hudba Petr Mandel, dramaturg Ivan Hubač, režie Karel Weinlich. Hráli: Ivan Trojan, František Němec, Boris Rösner, Josef Somr, Petr Pelzer, Barbara Kodetová, Alois Švehlík, Jaroslava Adamová, Tomáš Töpfer, Ladislav Mrkvička, Magdalena Chrzová, Jiří Langmajer, Rudolf Pellar, Veronika Duchková, Jana Durčáková, Veronika Koloušková, Petr Pěknic, Ivo Theimer, Ilona Jirotková, Hana Brothánková, Růžena Preisslerová, Miloš Rozhoň a Václav Kotva. jednotlivé díly: 1. Turnaj v Ashby, 2. Na život a na smrt, 3. Pohřeb na Coningsburghu, 4. Boží soud.[7]
- 2001 Svatojánské vřesy, původní rozhlasová hra o složitosti a křehkosti lidských vztahů. Hudba Vladimír Rejlek, dramaturgie Jana Weberová, režie Ludmila Engelová. Hrají: Josef Somr, Daniela Kolářová, Lenka Krobotová, Vladimír Brabec, Ladislav Mrkvička, Johanna Tesařová, Václav Vydra, Jaromír Meduna a Radovan Lukavský.[8]

### Filmové scénáře
- Horoucí srdce, (1962, režie Otakar Vávra)
- Marketa Lazarová, (1967, režie František Vláčil)
- Tony, tobě přeskočilo, (1969, režie Věra Plívová-Šimková)
- Lišáci, Myšáci a Šibeničák, (1970, režie Věra Plívová-Šimková)
- Babička, (1971, dvoudílný TV film, režie Antonín Moskalyk)
- Princ Bajaja, (1971, režie Antonín Kachlík)
- Tři oříšky pro Popelku, (1973, režie Václav Vorlíček)[9]
- Velké trápení, (1974, režie Jiří Hanibal)
- Ostrov stříbrných volavek, (1976, režie Jaromil Jireš)
- Královský slib, (2001, režie Kryštof Hanzlík)

### Dramaturgie
- Malý Bobeš, 1961
- Zázračný hlavolam, 1967
- Když má svátek Dominika, 1967

### Hry pro děti
- Tři volavčí pera, 1954
- Bajaja, 1955 hra, později zfilmováno
- Slavík, 1957
- Kníže Bruncvík
- Raubíř a jeho dítě aneb Postaru se krást nedá
- Zlatovláska z Chlumce, 1973
- Tři zlaté vlasy děda vševěda
- Císařovy nové šaty, rozhlasová hra na motivy pohádky Hanse Christiana Andersena, 1990. Překlad: Gustav Pallas, dramaturgie: Eva Košlerová, režie: Karel Weinlich, hrají: Jiří Sovák, Petr Nárožný, Karel Heřmánek, Jiří Samek, Antonín Hardt, Viktor Preiss, Jiří Langmajer, Jakub Zdeněk, Jana Drbohlavová[10]

- Malá mořská víla, 1992
- Nejkrásnější nevěsta, 1982 (na motivy italské pohádky), režie Karel Weinlich[11]